# Ytter-Nordsjösjön
Ytter-Nordsjösjön är en sjö i Örnsköldsviks kommun i Ångermanland och ingår i Moälvens huvudavrinningsområde. Sjön har en area på 0,104 kvadratkilometer och ligger 193,9 meter över havet. Sjön avvattnas av vattendraget Långbäcken.

## Delavrinningsområde
Ytter-Nordsjösjön ingår i det delavrinningsområde (706108-161628) som SMHI kallar för Utloppet av Ytter-Nordsjösjön. Medelhöjden är 299 meter över havet och ytan är 8,73 kvadratkilometer. Räknas de 2 avrinningsområdena uppströms in blir den ackumulerade arean 17,92 kvadratkilometer. Långbäcken som avvattnar avrinningsområdet har biflödesordning 3, vilket innebär att vattnet flödar genom totalt 3 vattendrag innan det når havet efter 59 kilometer. Avrinningsområdet består mestadels av skog (71 procent) och sankmarker (15 procent). Avrinningsområdet har 0,1 kvadratkilometer vattenytor vilket ger det en sjöprocent på 1,2 procent.